# 维克·萨海
维克拉姆·维克·萨海（英語：Vikram "Vik" Sahay，是一位印度裔加拿大演员，饰演了Radio Active中的Kevin Calvin，《超市特工》中的Lester Patel,Roxy Hunter传奇中的Rama。萨海最新的角色是NBC电视剧Sean Saves the World中的Howard，该电视剧首映于2016年10月3日。